# Affaire Buttet

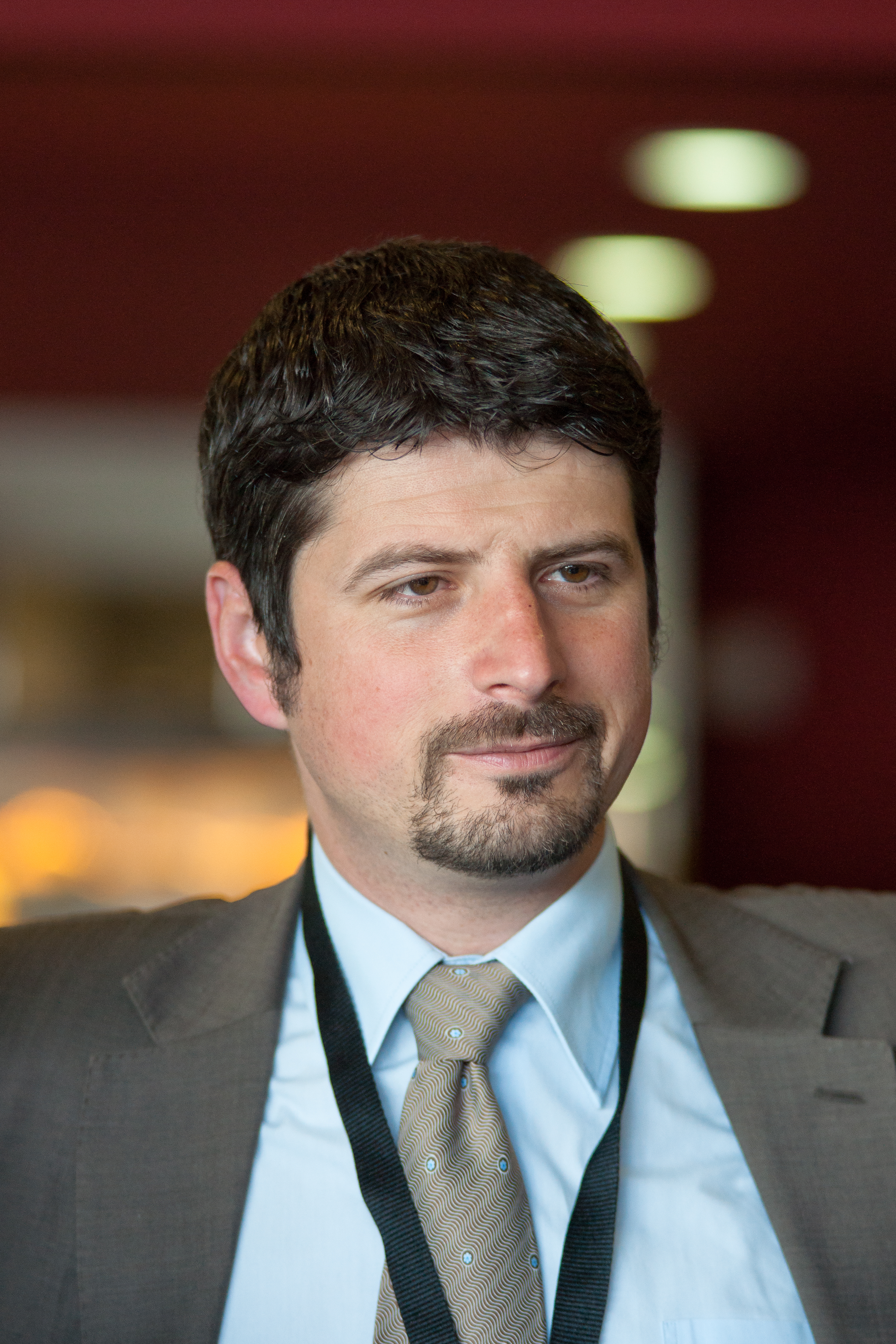
Yannick Buttet (2012).

L'affaire Buttet est le nom donné aux accusations de harcèlement moral et sexuel faites à l'encontre du politicien suisse Yannick Buttet du parti démocrate-chrétien. Après dépôt d'une plainte, Buttet est condamné par la justice pénale.

## Historique

### Origine de l'affaire
Dans la nuit du 18 au 19 novembre 2017, Yannick Buttet est interpellé par la police municipale de la ville de Sierre,. Il se cachait dans le jardin de son ancienne maîtresse, également membre du Parti démocrate-chrétien Suisse, après avoir sonné avec insistance à sa porte. Elle indique alors que Yannick Buttet l'a « sollicitée, par sms, e-mail ou téléphone, parfois jusqu’à 50 fois dans la même journée », et dépose une plainte pénale contre lui pour « infraction contre l'honneur et la liberté »,, qui se révélera plus tard être pour « utilisation abusive d’une installation de télécommunication, menaces et injure » ainsi que stalking par message. Auparavant, Yannick Buttet avait entretenu avec elle une relation adultérine de près de 18 mois,, qu'il avouera par la suite avoir débuté en mai 2015.
À la suite de cette révélation, plusieurs politiciennes et journalistes actives au parlement déclarent sous le couvert de l'anonymat avoir subi des actes inappropriés de la part de Yannick Buttet et disent avoir été victimes de pulsions incontrôlées. Ces témoignages indiquent que ces actes sont la conséquence directe d'une surconsommation d'alcool. 
La conseillère nationale UDC Céline Amaudruz prend la parole le 1er décembre 2017 pour signaler que le harcèlement sexuel  existe aussi au parlement et qu'elle en a été victime, tout en refusant de nommer l'auteur. Le journal dominical Le Matin Dimanche confirme que Yannick Buttet est bien la personne à qui Céline Amaudruz faisait référence  les faits se sont déroulés le soir de l'élection du conseiller fédéral Ignazio Cassis. Il s'agirait de gestes déplacés, à connotation sexuelle. À cette occasion, Yannick Buttet dut être raccompagné à la sortie du palais fédéral par la police,,. 
Sous le couvert de l'anonymat, quatre conseillères nationales témoignent dans le journal Le Temps du 15 décembre 2017 des nombreux dérapages à connotation sexuelle de Yannick Buttet,. Le Nouvelliste du 15 décembre 2017 rapporte également, sous le couvert de l'anonymat, les témoignages de six victimes relatifs à des faits commis par Yannick Buttet entre 2013 et 2017 : tentatives d’attouchement sur les parties génitales, placages avec érection, tentatives d’embrassade, mains aux fesses ou encore propositions insistantes par SMS,.

### Conséquences
Au lendemain des révélations, le président du PDC suisse, Gerhard Pfister, se distancie de Yannick Buttet. Ce dernier demande à être suspendu de sa fonction de vice-président du parti PDC,, poste dont il démissionne  le 4 décembre 2017,. Le PDC a indiqué dans son communiqué : « toute atteinte à l’intégrité d’autres personnes est inacceptable ».
Le 4 décembre, il démissionne de sa fonction de vice-président de la Société suisse des officiers. Le même jour, il se met en congé médical du Conseil national et de la présidence de la commune de Collombey-Muraz afin de « soigner ses graves problèmes d'alcool »,, mais ne démissionne pas. Il indique par ailleurs qu'il démissionnera seulement en cas de condamnation judiciaire. Ces décisions ne convainquent pas les commentateurs, qui lui reprochent de masquer ses problèmes de harcèlement sous celui de l’alcoolisme,,.
Dans le même temps, l’armée suisse, dans laquelle il a le grade de lieutenant-colonel, lui retire son arme de service et suspend ses convocations en application de la procédure normale pour ce genre de cas,. L’État-major de conduite de l’armée ne statuera qu’à la fin de la procédure judiciaire.
Le 17 décembre 2017, la presse annonce qu'une procédure pénale pour contrainte — infraction passible d'une amende ou d'une peine d'emprisonnement de 3 ans au maximum, article 181 CP — est ouverte en Valais, à la suite des événements de la nuit du 18 au 19 novembre 2017. Le même jour, Yannick Buttet annonce sa démission du Conseil national (mais pas de son poste de président de la commune de Collombey-Muraz). Il est remplacé par Benjamin Roduit dès la session de printemps 2018,.
Radio Chablais annonce son retour à la présidence de la commune de Collombey-Muraz pour le 1er février 2018 en parallèle de sa thérapie,.
Dans un long entretien accordé au Matin, Laeticia Buttet, la femme de Yannick Buttet, explique lui avoir pardonné malgré la souffrance occasionnée. Le couple indique être plus fort après cette épreuve. La plaignante critique cette interview dont la diffusion intervient un mois après son écriture, en simultané avec la révélation de sa peine.
En août 2018, il est condamné par ordonnance pénale à 30 jours-amende à 220 francs suisses avec sursis durant deux ans ainsi qu'à une amende de 1 320 francs suisses pour faits de contrainte , et d'appropriation illégitime, en lien notamment avec la rédaction de multiples SMS quotidiens durant plusieurs mois et la détention de la clef de l'appartement de la plaignante, que celui-ci prétend être accidentel. Le procureur n'a pas retenu les autres infractions alléguées par la maîtresse.

### Réactions de personnalités
La présidente de la confédération, Doris Leuthard, s'est exprimée à la  Radio télévision suisse pour dire que si de tels reproches venaient à être fondés, cela serait inacceptable politiquement. 
Des personnalités des partis valaisans s’expriment à l’antenne de la RTS le 4 décembre : la présidente du parti socialiste du Valais romand, Barbara Lanthemann, voit chez Yannick Buttet « un déni total », le co-président de l'UDC du Valais romand, Cyril Fauchère, affirme qu’un tel comportement « manque de dignité, la présomption d'innocence n'a plus lieu d'être, Yannick Buttet doit démissionner », le président du PLR valaisan, René Constantin, réagit en indiquant qu'il accorde le bénéfice du doute.
L'ancien conseiller national UDC, Christoph Mörgeli, a publié une vidéo de lui déguisé en Père Noël où il se moque sous forme de comptine en suisse-allemand de trois politiciens PDC, dont Yannick Buttet,.

### Violation du secret de fonction
En parallèle, le Ministère public valaisan commence une enquête pour violation du secret de fonction, des informations ayant trait à l’affaire s’étant retrouvées dans les médias,,. L'enquête vise des personnes initiées, au sein de la police ou du Ministère public.

## Conséquences

### Suite de sa carrière politique
Yannick Buttet étant pressenti comme candidat naturel pour succéder à Jean-René Fournier au Conseil des États lors de l'élection de 2019, son parti est contraint de trouver un autre candidat. C'est finalement Marianne Maret, originaire de la même région, qui sera candidate et élue à sa place à ce poste.
Buttet ne démissionne de la présidence de sa commune et continue de l'exercer au moins jusqu'au terme de son mandat en 2020.

### Représentation du Valais au Conseil national
Yannick Buttet s'étant mis en congé médical du Conseil national afin de « soigner ses graves problèmes d'alcool », il ne peut être remplacé et donc le Valais perd une voix dans sa représentation au parlement,,,.

### Mesures à l'Assemblée fédérale
À la suite de l'affaire et d'une demande de Lisa Mazzone et Kathrin Bertschy, la délégation administrative (DA) de l'assemblée fédérale a décidé de mettre en place, dès le 1er janvier 2017, l'accès à la structure spécialisée contre le mobbing et le harcèlement ((de) Fachtselle für Mobbing und Belästigung) pour un coût annuel de 3 600 francs suisses.
Les politiciens du parlement ont reçu un document expliquant la différence entre flirt et harcèlement sexuel à titre de sensibilisation.

### Sources à lier
(décembre 2017).
,,,,,,,
1. ↑  Yelmarc Roulet, « Tartufferie et demi-mesure », Le Temps,‎ 4 décembre 2017 (lire en ligne, consulté le 5 décembre 2017).
2. ↑  Marc Münster, « L’affaire Buttet – chance inattendue pour la cause des femmes. », Les chroniques du #FerARepasser,‎ 2 décembre 2017 (lire en ligne, consulté le 5 décembre 2017).
3. ↑  Boris Busslinger, « Le «stalk-show» suisse », Le Temps,‎ 1er décembre 2017 (lire en ligne, consulté le 5 décembre 2017).
4. ↑  Michel Guillaume, « Claudine Esseiva: «Il faut que les femmes parlent» », Le Temps,‎ 1er décembre 2017 (lire en ligne, consulté le 5 décembre 2017).
5. ↑  « L’affaire Buttet enclenche la grande lessive à Berne », Le Temps,‎ 1er décembre 2017 (lire en ligne, consulté le 5 décembre 2017).
6. ↑  « «Au parlement, il y a des prédateurs sexuels qui voient les femmes comme des proies» », Le Temps,‎ 30 novembre 2017 (lire en ligne, consulté le 5 décembre 2017).
7. ↑  Bernard Wuthrich, « Un coup dur pour le PDC », Le Temps,‎ 30 novembre 2017 (lire en ligne, consulté le 5 décembre 2017).
8. ↑  « L’infidélité de Christophe Darbellay empoisonne la campagne valaisanne », Le Temps,‎ 2016 (lire en ligne, consulté le 5 décembre 2017).